# Shingō
Shingō (新郷村, Shingō-mura) és un poble situat a la prefectura d'Aomori, Japó. El 2016 tenia una població aproximada de 2.495 habitants, i una densitat de població de 16,5 persones per km². La seva superfície total és de 150,77 km².

## Geografia
Shingō es troba al centre-sud de la prefectura d'Aomori, a l'est del llac Towada. Gran part del poble és muntanyós i arriba als 1000 metres d'altitud a prop de la frontera de la Prefectura d'Akita. El poble té un clima continental humit fred caracteritzat per estius curts i freds i hiverns llargs i freds amb nevades molt fortes (Classificació climàtica de Köppen Dfa). La temperatura mitjana anual a Shingō és de 8,7 °C. La mitjana anual de precipitacions és de 1342 mm, amb setembre com el mes més humit. Les temperatures són les més altes de mitjana a l'agost, al voltant 22,2 °C, i les més baixes al gener, al voltant -3,7 °C.

### Municipis veïns
Prefectura d'Aomori
- Towada
- Districte de Sannohe
  - Gonohe
  - Nanbu
  - Sannohe

Prefectura d'Akita
- Kazuno

## Demografia
Segons les dades censals japoneses, la població de Shingō ha disminuït en els últims 40 anys.
| Any censal | Població |
| ---------- | -------- |
| 1970       | 4.754    |
| 1980       | 4.332    |
| 1990       | 3.724    |
| 2000       | 3.343    |
| 2010       | 2.851    |

## Història
L'àrea al voltant de Shingō va ser controlada pel clan Nambu del Domini de Morioka durant el període Edo. Durant la reforma cadastral post-restauració Meiji l'1 d'abril de 1889 es van formar el poble Herai i el poble veí de Nozawa. El 29 de juliol de 1955, la part oest del poble de Nozawa es va fusionar amb Herai, es va canviar el nom a Shingō.

## Educació
Shingō té dues escoles primàries públiques i dues escoles mitjanes públiques gestionades pel govern del poble. El poble no té un institut.

## Economia
L'economia de Shingō depèn fortament de l'agricultura. Els cultius notables inclouen comestibles de crisantems, igname japonès i tabac. Tradicionalment una zona de cria de cavalls, Shingō també és coneguda per les seves granges ramaderes.

## Transport

### Ferrocarril
- El poble no disposa de servei de ferrocarril de passatgers.

### Autopista
- Plantilla:Jct

## Llocs d'interès

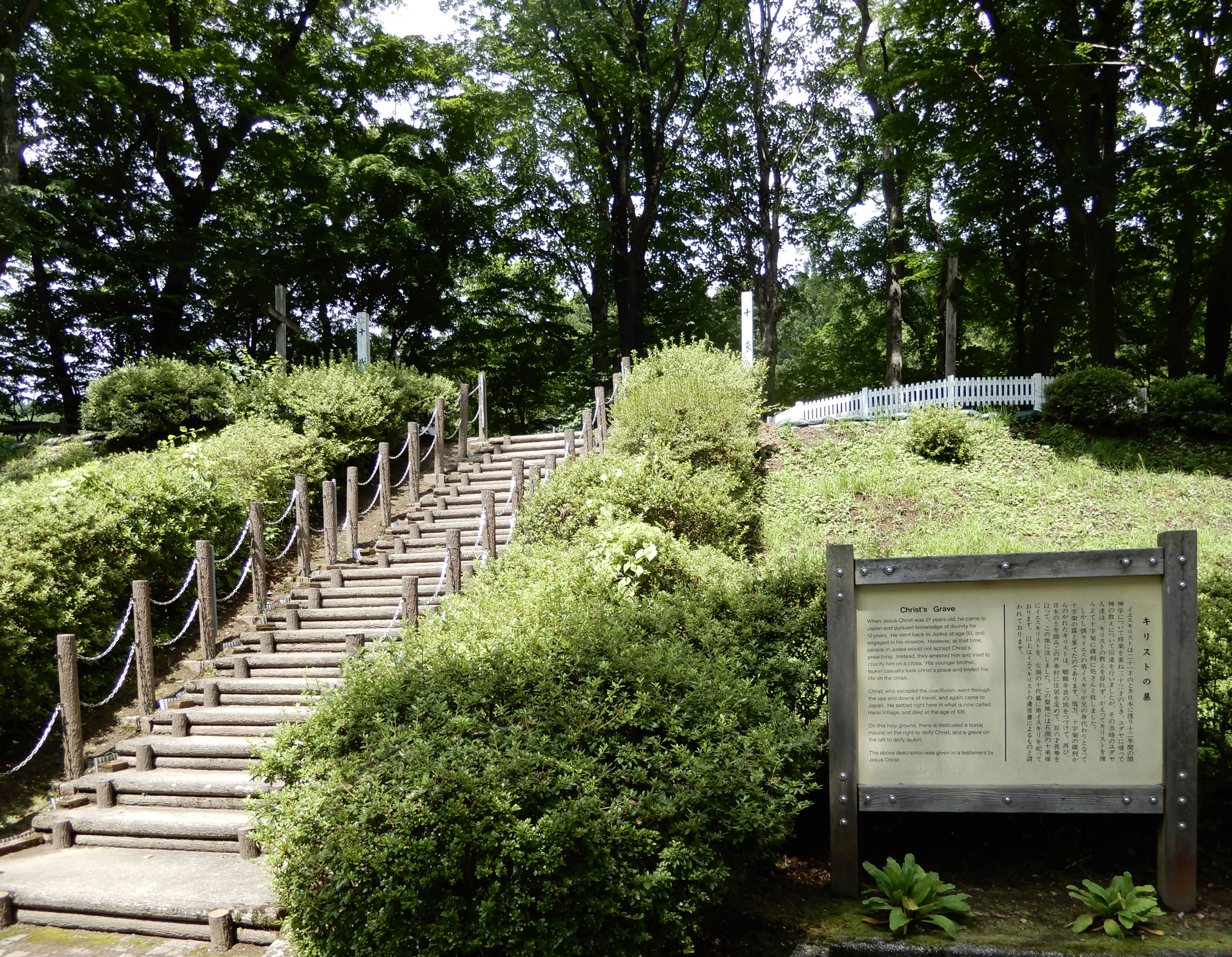
Presumpta tomba de Jesús a Shingo

El poble de Shingō és la ubicació del que pretén ser l'últim lloc de descans de Jesús, situat a la zona de la "Tomba de Jesús" (Kirisuto no haka), i la residència dels últims descendents de Jesús, la família dels Sajiro Sawaguchi. Segons les afirmacions de la família Sawaguchi, Jesucrist no va morir a la creu de Gòlgota. En lloc del seu germà, Isukiri, va prendre el seu lloc a la creu, mentre Jesús va fugir a través de Sibèria a la Província de Mutsu, al nord del Japó. Un cop al Japó, es va convertir en un agricultor d'arròs, es va casar i va crear una família amb tres filles a prop del que és ara Shingō. Mentre era al Japó, s'afirma que va viatjar, va aprendre i va morir finalment a l'edat de 106. El seu cos va ser exposat en un turó durant quatre anys. Segons els costums de l'època, els ossos de Jesús van ser recollits, embolicats i enterrats a la muntanya pretesa ser la tomba de Jesucrist.
Es diu que un altre monticle a prop de la presumpta tomba de Jesús conté una orella del germà de Jesús i cabell de Maria, mare de Jesús, les úniques relíquies de la seva família que Jesús podia portar quan va fugir de Judaea. Les reclamacions van començar el 1933 després del descobriment de suposats "documents antics en hebreu detallant la vida i la mort de Jesús al Japó" se suposava que era el testament de Jesús. Presumptament, aquests documents van ser confiscats per les autoritats japoneses i portats a Tòquio poc abans de la Segona Guerra Mundial, i no s'han vist des de llavors.